# Zielenina
Zielenina este o arie protejată (sit de importanță comunitară — SCI) din Polonia întinsă pe o suprafață de 643,83 ha, integral pe uscat.

## Localizare
Centrul sitului Zielenina este situat la coordonatele 54°08′03″N 18°22′57″E / 54.1342°N 18.3825°E.

## Înființare
Situl Zielenina a fost declarat sit de importanță comunitară în octombrie 2009 pentru a proteja 1 specie de animale.

## Biodiversitate
Situată în ecoregiunea continentală, aria protejată conține 4 habitate naturale: Lacuri și iazuri distrofice naturale, Păduri de fag Luzulo-Fagetum, Păduri de fag Asperulo-Fagetum, Păduri de stejar sau de stejar și carpen sub-atlantice și medio-europene de Carpinion betuli.
La baza desemnării sitului se află o specie protejată de  pești: Rhynchocypris percnurus.